# Дренажний склад

Дренажний концентратний склад 1 — завантажувальні конвеєри; 2 — штабель;
3 — грейферний кран;
4 — вагон; 5 — пересувний
розвантажувальний конус; 6 — розвантажувальний конвеєр.

Дренажний склад — залізобетонна споруда для дренування корисних копалин чи інших насипних продуктів.
Зневоднення на дренажних складах застосовується для матеріалів крупністю до 200 мм. Вода фільтрується по проміжках між зернами матеріалу під дією гравітаційних сил.
Дренажний склад (рис.) являє собою залізобетонну споруду великої ємності. Підлога складу має похил в напрямку дренажних канав, що проходять по усій довжині складу. В ряді випадків підлога робиться з великого каменю-кругляка (дренувальний шар) на підстилці з піску. Вода, що стікає при дренуванні, направляється у відстійники або в басейн-сховище відходів.
В результаті зневоднення в штабелі утворюються дві зони: верхня і нижня, в яких простір між частинками заповнений відповідно (в основному) повітрям і водою. Висота нижньої зони визначається висотою капілярного підйому рідини. У зв'язку з цим нижній шар матеріалу з максимальним вмістом вологи може знову укладатися для повторного зневоднення. Важливим фактором при зневодненні на дренажних складах є крупність матеріалу дренажного шару (постелі). Якщо крупність постелі дорівнює або менше крупності матеріалу, що зневоднюється, то ефективність зневоднення підвищується, тому що висота зони капілярного підйому не перевищує висоти постелі. Крупнозерниста постіль на швидкість фільтрування води не впливає.
Для укладки вихідного матеріалу у штабелі і наступного завантаження зневодненого продукту у залізничні вагони склад обладнується грейферним краном.
Ефективність зневоднення на дренажних складах залежить від крупності продукту, висоти штабеля, наявності дренувального шару, способу укладки і змочуваності матеріалу, а також від тривалості зневоднення. На дренажних складах матеріал звичайно витримують від 6 до 24 год. Вологість зневодненого продукту становить 9—16 % при початковій вологості 20—30 %.